# Linda Shearman
Linda Shearman – brytyjska łyżwiarka figurowa, startująca w parach tanecznych z Michaelem Phillipsem. Wicemistrzyni świata (1963), mistrzyni (1963) i wicemistrzyni Europy (1962) oraz dwukrotna mistrzyni Wielkiej Brytanii (1962, 1963).

## Osiągnięcia
Z Michaelem Phillipsem
| Zawody                        | 1961           | 1962           | 1963           |                |                |                |                |                |                |                |                |                |                |                |                |                |                |
| Międzynarodowe                | Międzynarodowe | Międzynarodowe | Międzynarodowe | Międzynarodowe | Międzynarodowe | Międzynarodowe | Międzynarodowe | Międzynarodowe | Międzynarodowe | Międzynarodowe | Międzynarodowe | Międzynarodowe | Międzynarodowe | Międzynarodowe | Międzynarodowe | Międzynarodowe | Międzynarodowe |
| ----------------------------- | -------------- | -------------- | -------------- | -------------- | -------------- | -------------- | -------------- | -------------- | -------------- | -------------- | -------------- | -------------- | -------------- | -------------- | -------------- | -------------- | -------------- |
| Mistrzostwa świata            |                | 4              | 2              |                |                |                |                |                |                |                |                |                |                |                |                |                |                |
| Mistrzostwa Europy            | 3              | 2              | 1              |                |                |                |                |                |                |                |                |                |                |                |                |                |                |
| Krajowe                       |                |                |                |                |                |                |                |                |                |                |                |                |                |                |                |                |                |
| Mistrzostwa Wielkiej Brytanii |                | 1              | 1              |                |                |                |                |                |                |                |                |                |                |                |                |                |                |